# Напра
Напра ім. Ю. Зубені  (груз. ნაფრა) — печера в західній частині Бзибського хребта, Абхазія, протяжністю 3520 м, глибиною 970 м.

## Опис печери
Генетично печеру можна віднести до класу корозійно-ерозійних. Морфологічно являє собою серію колодязів (найзначніший — Гран-Прі, 65 м глибиною), що чергуються з невеликими субгоризонтальними ходами. Починаючи з глибини −630 м (від зали Магнітна) шлях по печері пролягає по завалу з вертикальною амплітудою близько 200 м. Донна частина являє собою чинне русло значного підземного струмка (дебіт — кілька л/с в зимову межень і до десятків л/с влітку). У донної частини розташовані два грифона (висхідні карстові джерела). Тут же знаходяться водоспад (висота близько 10 м) і висхідна гілка (Московська галерея). Сухопутний маршрут закінчується великим підземним залом Висоцького, де згаданий вище струмок зникає в галькових наносах під стіною. Нижньою точкою печери є дно нижнього грифона (глибина −30 м від дзеркала води).

## Історія дослідження
Печера відкрита і пройдена до глибини −180 м в серпні 1980 року експедицією Красноярського Політехнічного інституту (кер. З. Залієв). Наприкінці того ж місяця групи В. Мельникова (Красноярський крайовий клуб спелеологів) і С. Анісова поглибили печеру спочатку до −250 м, а потім і до −550 м. Протягом наступного сезону (літо 1981 р.) в печері було досягнуто глибини −965 м (керівник експедиції В. Мельников). Неодноразові спроби 1982–1984 років знайти продовження печери в залі Висоцького до успіху не привели. У 1983 році москвичами (кер. Е. Снєтков) в донній частини було відкрито Московську галерею. Дві спроби пропірнути донні грифони (спелеодайвер П. Міненков, 1983 р.) не збільшили глибини печери. Ще одна невдала спроба знайти продовження — сходження красноярських і владивостокских спелеологів в отвір під стелею в Московській галереї (1984 г). Занесена на дно печери складана жердина висотою 13,5 м не дістала до отвору пару метрів, зігнулася і стала непридатною до використання. У березні 2002 р. московським спелеологам з спелеоклубу «Перово» вдалося альпіністськими методами досягти гирла зазначеного ходу і знайти за ним продовження печери. Спелеологи набрали висоту порядку +155 м від початку сходження (зал Вятських Спелеологів), проте далі шлях був закритий. Низхідних ходів виявлено не було. У середині 2000-х рр. в печері працювали уфімські спелеологи. Ними було здійснено з'єднання одного з бічних відгалужень (Другі Штани) із залою Магнітна. Однак, нових напрямків це відкриття також не дало. Восени 2008 р. збірна команда під керівництвом Ю. Євдокимова зробила нову спробу пропірнути донний грифон. В результаті, хоча грифон ні досліджений до кінця, вдалося досягти перегину і тим самим наростити глибину печери до −964 м (спелеодайвер М. Цибізов). Взимку 2010/2011 р. чергова здійснена спроба пройти грифон групою Ю. Євдокімова — Юлія Савенко пройшла перегин на глибині 35 метрів і дослідила ще 70 метрів нових підводних ходів. В експедиції листопада 2011 р. Ю. Євдокимов і Ю. Савенко проклали ще 50 метрів ходовика і зупинилися на глибині 19 метрів перед непрохідним бриловим завалом.

## Перспективи
Особливий інтерес спелеологів до цієї печері викликаний тією обставиною, що Напра є частиною однієї з найглибших карстових підземних гідросистем світу (з доведених — третя після гідросистеми масиву Аладаглар (Туреччина) і гідросистеми печер J-2 і Cheve (Мексика)). Фарбуванням води доведено зв'язок між печерами Напра і печерою-джерелом Мчішта. Висота входу Напри 2350 м н.р.м., нижня точка гідросистеми (нижня точка джерела Мчішта) −32 м під рівнем моря, що дає амплітуду в 2382 м.

## Спортивне значення
Напра є складною печерою (категорія складності 5Б), доступною тільки досвідченим спелеологам. Час для експедицій — липень-березень. Весняна повінь і дощове літо робить відвідування печери проблематичним (зала Висоцького може повністю затоплюватись).

## Географічне положення
Вхід в печеру Напра знаходиться на самій вершині однойменної гори (висота 2355 м н.р.м.). Закидання на вертольоті, або пішки від села Блабирхуа Гудаутського району.